# Josh Smith (basket-ball)
Pour les articles homonymes, voir Josh Smith, Joshua Smith et Smith.
Joshua « Josh » Smith, né le 5 décembre 1985 à College Park dans l'État de Géorgie, est un joueur américain de basket-ball. Il mesure 2,03 m et évolue aux postes d'ailier et d'ailier fort. Il fut considéré comme l'un des meilleurs défenseurs à son poste de la NBA. Josh Smith est gaucher.

## Carrière lycéenne
Smith s'inscrit au lycée John McEachern High School à Powder Springs en Géorgie. Pendant l'été avant son année sénior, il joue aux côtés de futurs joueurs NBA comme Randolph Morris et son ami d'enfance Dwight Howard de l'équipe des Celtics d'Atlanta, une équipe d'AAU.
Pour son année sénior, Smith est transféré à l'Oak Hill Academy. À Oak Hill, il est coéquipier avec Rajon Rondo. Durant son année sénior, Smith et Rondo conduisent Oak Hill à un bilan record de 38 victoires et 0 défaite où Smith termine avec 22 points, 8 rebonds, 3 interceptions, 4 passes décisives et 6 contres par match en moyenne.
Smith est l'un des prospects les plus en vue de la classe de 2004. Rivals.com a classé Smith troisième meilleur joueur du pays et le premier ailier du pays. Néanmoins, Smith devait jouer pour l'Université d'Indiana mais il a finalement décidé de renoncer à entrer à la fac pour s'inscrire à la Draft 2004 de la NBA.

## Carrière professionnelle

### Hawks d'Atlanta (2004-2013)

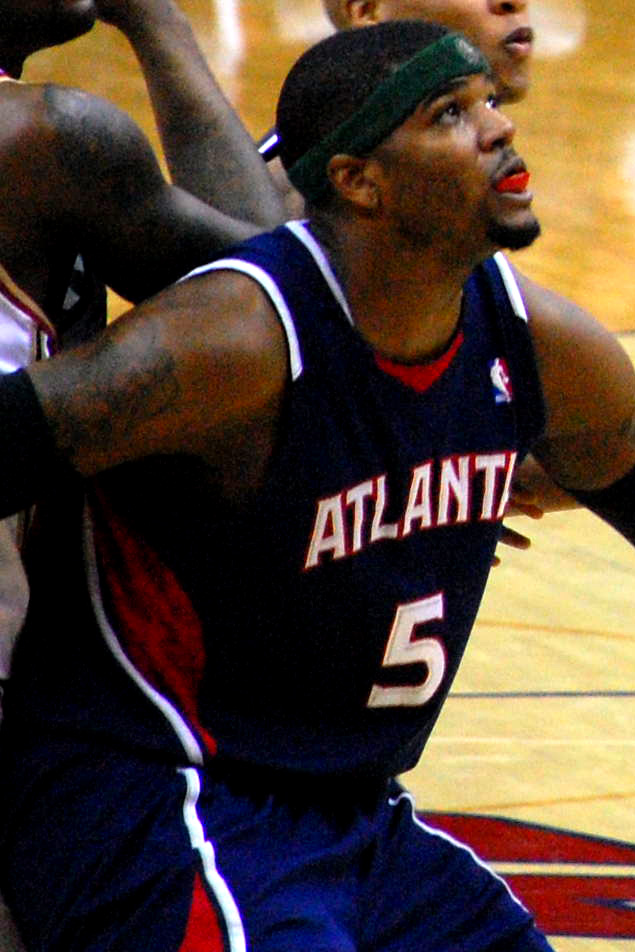
Josh Smith en avril 2010

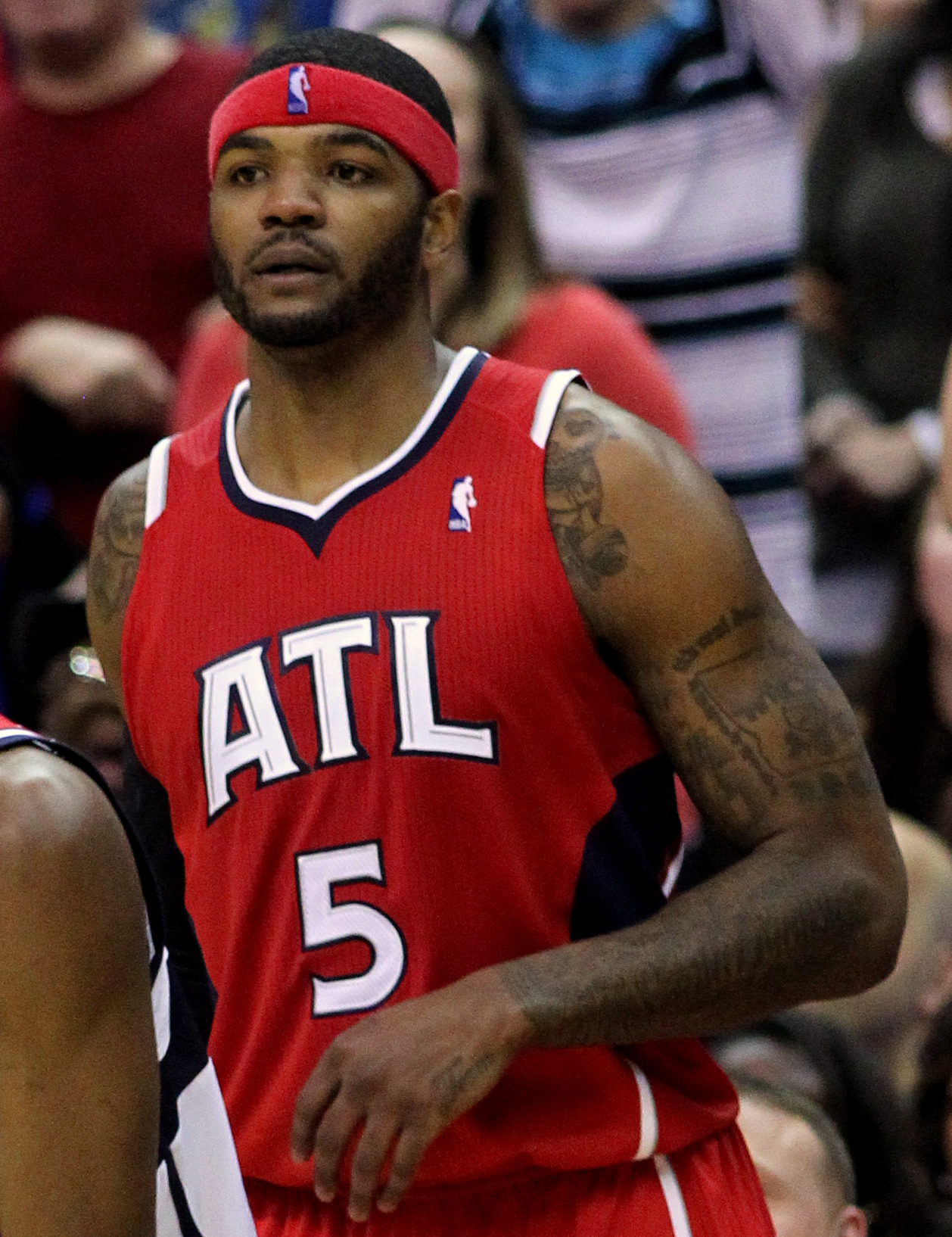
Josh Smith en mars 2012

Smith est drafté en NBA en 2004 par les Hawks d'Atlanta en 17e position sans passer par l'université.
En entrant dans la ligue sans passer par l'université, Smith a montré publiquement son désaccord envers le changement des règles qui allait interdire aux jeunes joueurs qui sortaient directement du lycée de s'inscrire à la Draft de la NBA.
Il participe et gagne le Slam Dunk Contest du NBA All-Star Game 2005.
Dès sa première saison, il marque 9,7 points, prend 6,2 rebonds et contre 1,95 tir en moyenne par rencontre et réussit deux contres par rencontre ce qui lui vaut d'être nommé dans la deuxième meilleure équipe des rookies.
Après le All-Star Weekend 2006, il continue à progresser. Il termine deuxième dans le total des contrats, quatrième dans la moyenne de contres par match et avec des moyennes de 15,0 points, 7,8 rebonds, 4,1 passes décisives, 3,1 contres et 1,0 interception après le All-Star break. Ainsi, il contribue à la multiplication par deux du nombre de victoires des Hawks entre les deux périodes de la saison avec 13 victoires avant et après le All-Star break. Les Hawks terminent la saison avec un bilan de 26 victoires et 56 défaites. À la fin de sa saison sophomore, il termine avec une moyenne de 2,25 contres par match, le 7e de la NBA.
Le 3 mars 2007, il passe la barre des 500 contres en carrière et devient le plus jeune joueur de l'histoire de la NBA à réaliser cette performance. Il termine la saison avec des moyennes de 16,4 points, 8,6 rebonds, 3,3 passes, 1,4 interception et 2,9 contres et augmente ses statistiques par rapport à la saison précédente. Il devient le leader des Hawks après la blessure de Joe Johnson. Durant cette période, il établit son record de points en carrière avec 32 unités auxquelles il ajoute 19 rebonds. Il bat de nouveau son record de points le 17 novembre 2007 en marquant 38 points lors d'une rencontre chez les Bucks de Milwaukee.
Le 8 août 2008, il signe une offre de la part des Grizzlies de Memphis mais les Hawks s'alignent sur l'offre et Smith reste à Atlanta. Atlanta lui a dit de partir comme un restricted free agent afin de tester le marché en mettant la pression sur Smith pour aller à l'essentiel et définir son prix.
Le 2 février 2010, dans la défaite des siens au Thunder d'Oklahoma City, Smith devient le plus jeune joueur à atteindre la barre des 1 000 contres, à l'âge de 24 ans et 59 jours. Il détient également les records pour les barres de 200, 300, 400, 500, 600, 700, 800 et 900. À la fin de la saison, il est nommé dans le second cinq type de l'équipe défensive pour la première fois de sa carrière.
Avec Joe Johnson, il fut l'un des principaux artisans des 5 qualifications des Hawks d'Atlanta en playoffs entre 2007 et 2012. Il forme avec Al Horford, une des meilleures paires d’intérieurs de ligue, entre 2007 et 2013.
De 2006 à 2013, il n'est jamais descendu sous la barre des 15 points de moyenne, celle des 7 rebonds et celle des 1,5 contre. Il atteint presque la barre des 3 contres de moyenne en 2007 (2,9 contres en moyenne) et 2008 (2,8 contres en moyenne).

### Pistons de Détroit (2013-déc. 2014)

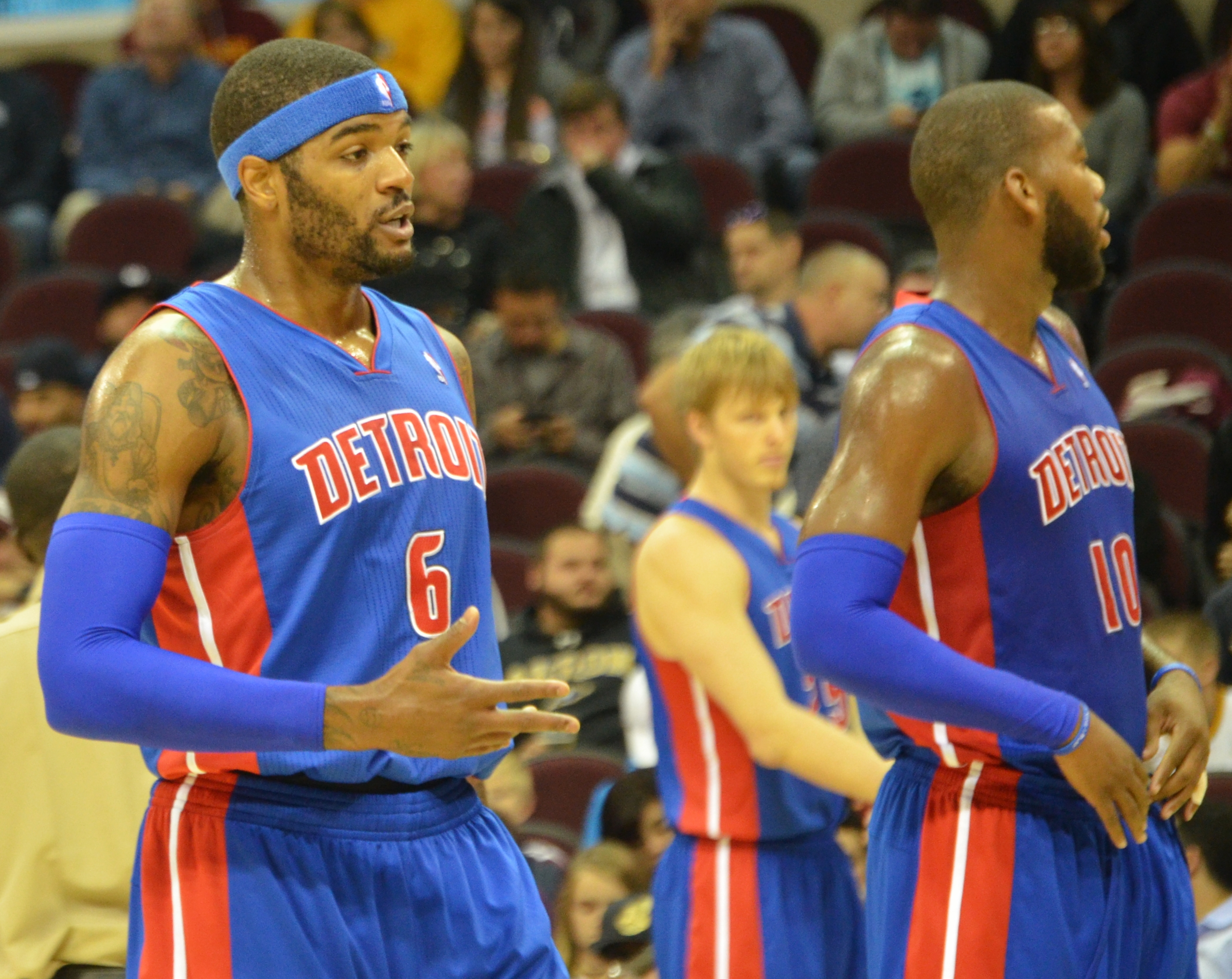
Josh Smith (à gauche) en octobre 2013

Le 6 juillet 2013, il quitte les Hawks d'Atlanta, la franchise sous laquelle il évoluait depuis 2004, pour rejoindre celle des Pistons de Détroit où il signe un contrat de quatre ans et de 56 millions de dollars. Le 10 janvier 2014, lors de victoire des siens 114 à 104 contre les Sixers de Philadelphie, il termine la rencontre avec 22 points, 13 rebonds, 7 passes décisives, 5 contres et 4 interceptions.
Le 22 février 2014, il bat son record de points sur une mi-temps avec 24 unités et il termine le match en battant son record de la saison avec 32 points lors de la défaite des siens 102 à 113 contre les Mavericks de Dallas.
Avant la trade deadline, fin février 2014, les Pistons ont essayé de le transférer mais n'ont pas trouvé preneur.
Le 22 décembre 2014, il est coupé par les Pistons "pour son bien". Cette saison, en 28 matchs, Smith a des moyennes de 13,1 points, 7,2 rebonds et 4,7 passes par match, avec un pourcentage de 39,1% aux tirs, 24,3% à trois points et 46,8% aux lancers-francs.
En 105 matchs avec les Pistons, il termine avec 15,5 points, 6,9 rebonds et 3,7 passes de moyenne par match.

### Rockets de Houston (déc. 2014-2015)
Le 24 décembre 2014, il décide de rejoindre son ami Dwight Howard et les Rockets de Houston pour une saison et 2 millions de dollars.
En avril 2015, Smith établit un nouveau record du nombre de lancer francs tentés dans une mi-temps avec 26 (dont seulement 12 réussis) face aux Spurs de San Antonio,, un record dû à la stratégie de l'entraîneur Gregg Popovich qui tablait sur la mauvaise adresse de Smith aux lancers francs pour l'emporter : « Je préférerais ça à tous les coups plutôt que de voir James Harden avec le ballon dans les mains. »

### Clippers de Los Angeles (2015-2016)
Le 16 juillet 2015, il signe aux Clippers de Los Angeles un contrat d'un an. Il fait ses débuts avec les Clippers lors du match d'ouverture de la saison contre les Kings de Sacramento remporté par 111 à 104, match qu'il termine avec un point, six rebonds et quatre contres en étant remplaçant.

### Retour aux Rockets de Houston (2016)
Le 22 janvier 2016, Smith est transféré chez les Rockets de Houston, avec les droits de draft de Serhiy Lichtchouk et une somme d'argent en échange des droits de draft de Maarty Leunen. Il fait son retour avec les Rockets le soir-même lors de la victoire 102 à 98 contre les Bucks de Milwaukee, match qu'il termine avec deux points (à 1 sur 10 au tir), cinq rebonds, six passes décisives, deux interceptions et trois contres. Deux jours plus tard, pour son second match de retour avec les Rockets, Smith établit son record de la saison en marquant 16 points dans la victoire 115 à 104 contre les Mavericks de Dallas. Il bat ce record le 2 février en marquant 19 points en étant titularisé lors de la victoire 115 à 102 contre le Heat de Miami.

### Sichuan Blue Whales (2016-2017)
Le 8 novembre 2016, Smith signe un contrat de trois mois pour 1,5 million de dollars chez les Sichuan Blue Whales, équipe du championnat chinois (Chinese Basketball Association). Lors de son second match avec Sichuan, le 16 novembre, Smith termine avec 41 points, 19 rebonds, 5 contres mais n'empêche pas la défaite de son équipe chez les Guangdong Southern Tigers ; dans ce match, il tire à 7 sur 18 à trois points. Il quitte l'équipe durant le mois de janvier 2017, et en 26 rencontres, il a des moyennes de 18,8 points, 10,6 rebonds, 3,2 passes décisives et 2,0 contres en 29,5 minutes par match tout en étant titularisé qu'une seule fois.

### Maccabi Haifa B.C. (2017)
Le 28 septembre 2017, Smith rejoint l'équipe du Maccabi Haifa B.C. en Israël pour participer à leur pré-saison aux États-Unis, avec l'objectif de jouer à nouveau en NBA. Il y a dispute trois matches et propose des moyennes de 17 points et 6,3 rebonds en 22,3 minutes par match.

### Pelicans de La Nouvelle-Orléans (oct. - nov. 2017)
Le 25 octobre 2017, il signe avec les Pelicans de La Nouvelle-Orléans et fait son retour en NBA.
Le 10 novembre 2017, après trois matches avec les Pelicans, il est libéré et devient agent libre.

### Big 3
En mars 2019, Smith signe pour jouer dans la BIG3, le championnat de 3 contre 3.

## Style de jeu
Smith est l'un des joueurs les plus polyvalents de la NBA. Il a un tir correct, il est athlétique et il est un bon rebondeur. Mais son meilleur domaine reste la défense : il est l'un des meilleurs contreurs de la NBA (1,7 contre en moyenne dans sa carrière) et c'est aussi un très bon intercepteur (1,2 interception en moyennes dans sa carrière), l'un des meilleurs à son poste.

## Palmarès

### Distinctions personnelles
- First-team Parade All-American (2004)
- McDonald's All-American (2004)
- Vainqueur du Slam Dunk Contest lors du NBA All-Star Week-end 2005
- Élu dans la All-Rookie Second Team en 2005.
- Élu dans la NBA All-Defensive Second Team en 2010.

## Statistiques

### Statistiques en NBA

#### Saison régulière
Légende :
gras = ses meilleures performances
| Saison    | Équipe              | Matchs | Titul. | Min./m | % Tir | % 3pts | % LF | Rbds/m. | Pass/m. | Int/m. | Ctr/m. | Pts/m. |
| --------- | ------------------- | ------ | ------ | ------ | ----- | ------ | ---- | ------- | ------- | ------ | ------ | ------ |
| 2004-2005 | Atlanta             | 74     | 59     | 27,7   | 45,5  | 17,4   | 68,8 | 6,18    | 1,72    | 0,80   | 1,95   | 9,66   |
| 2005-2006 | Atlanta             | 80     | 73     | 32,0   | 42,5  | 30,9   | 71,9 | 6,64    | 2,39    | 0,80   | 2,60   | 11,28  |
| 2006-2007 | Atlanta             | 72     | 72     | 36,8   | 43,9  | 25,0   | 69,3 | 8,62    | 3,28    | 1,40   | 2,88   | 16,36  |
| 2007-2008 | Atlanta             | 81     | 81     | 35,5   | 45,7  | 25,3   | 71,0 | 8,23    | 3,36    | 1,52   | 2,80   | 17,21  |
| 2008-2009 | Atlanta             | 69     | 69     | 35,1   | 49,2  | 29,9   | 58,8 | 7,22    | 2,45    | 1,36   | 1,61   | 15,55  |
| 2009-2010 | Atlanta             | 81     | 81     | 35,4   | 50,5  | 0,0    | 61,8 | 8,70    | 4,22    | 1,60   | 2,14   | 15,67  |
| 2010-2011 | Atlanta             | 77     | 77     | 34,3   | 47,7  | 33,1   | 72,5 | 8,53    | 3,31    | 1,29   | 1,56   | 16,55  |
| 2011-2012 | Atlanta             | 66     | 66     | 35,3   | 45,8  | 25,7   | 63,0 | 9,58    | 3,89    | 1,41   | 1,76   | 18,77  |
| 2012-2013 | Atlanta             | 76     | 76     | 35,3   | 46,5  | 30,3   | 51,7 | 8,41    | 4,24    | 1,24   | 1,79   | 17,46  |
| 2013-2014 | Détroit             | 77     | 76     | 35,5   | 41,9  | 26,4   | 53,2 | 6,75    | 3,27    | 1,36   | 1,43   | 16,42  |
| 2014-2015 | Détroit             | 28     | 28     | 32,0   | 39,1  | 24,3   | 46,8 | 7,21    | 4,71    | 1,32   | 1,71   | 13,11  |
| 2014-2015 | Houston             | 55     | 7      | 25,5   | 43,8  | 33,0   | 52,1 | 5,96    | 2,64    | 0,91   | 1,24   | 12,00  |
| 2015-2016 | L.A. Clippers       | 32     | 1      | 14,3   | 38,3  | 31,0   | 59,5 | 3,91    | 1,31    | 0,56   | 1,06   | 5,66   |
| 2015-2016 | Houston             | 23     | 6      | 18,3   | 34,3  | 27,1   | 48,0 | 2,91    | 2,09    | 0,70   | 0,57   | 6,57   |
| 2017-2018 | La Nouvelle-Orléans | 3      | 0      | 3,9    | 25,0  | 0,0    | 0,0  | 1,33    | 0,00    | 0,00   | 0,00   | 0,67   |
| Carrière  | Carrière            | 894    | 772    | 32,4   | 45,2  | 28,5   | 63,2 | 7,44    | 3,12    | 1,21   | 1,92   | 14,54  |

Note: *La saison 2011-2012 a été réduite respectivement à 66 matchs en raison d'un Lock out.

Dernière modification le 13 novembre 2020

#### Playoffs
| Saison   | Équipe   | Matchs | Titul. | Min./m | % Tir | % 3pts | % LF | Rbds/m. | Pass/m. | Int/m. | Ctr/m. | Pts/m. |
| -------- | -------- | ------ | ------ | ------ | ----- | ------ | ---- | ------- | ------- | ------ | ------ | ------ |
| 2008     | Atlanta  | 7      | 7      | 33,8   | 39,8  | 16,7   | 84,1 | 6,43    | 2,86    | 1,71   | 2,86   | 15,71  |
| 2009     | Atlanta  | 11     | 11     | 37,3   | 42,1  | 13,3   | 73,2 | 7,45    | 2,18    | 1,09   | 1,55   | 17,09  |
| 2010     | Atlanta  | 11     | 11     | 35,6   | 48,1  | 33,3   | 65,9 | 9,00    | 2,64    | 1,18   | 1,73   | 14,09  |
| 2011     | Atlanta  | 12     | 12     | 36,5   | 40,4  | 12,5   | 59,7 | 8,50    | 2,92    | 1,08   | 2,08   | 15,08  |
| 2012     | Atlanta  | 5      | 5      | 39,1   | 38,6  | 0,0    | 76,2 | 13,60   | 4,80    | 0,60   | 1,00   | 16,80  |
| 2013     | Atlanta  | 6      | 6      | 33,2   | 43,3  | 25,0   | 52,8 | 7,50    | 3,50    | 1,83   | 0,50   | 17,00  |
| 2015     | Houston  | 17     | 8      | 23,3   | 43,8  | 38,0   | 43,2 | 5,65    | 2,71    | 0,53   | 1,00   | 13,47  |
| 2016     | Houston  | 4      | 0      | 9,4    | 46,2  | 50,0   | 0,0  | 0,50    | 1,00    | 0,25   | 0,25   | 4,00   |
| Carrière | Carrière | 73     | 60     | 31,6   | 42,6  | 27,7   | 62,7 | 7,38    | 2,78    | 1,01   | 1,47   | 14,59  |

Dernière modification le 27 avril 2016

## Records personnels en NBA

### Sur une rencontre
Les records personnels de Josh Smith en NBA sont les suivants, :
| Type de statistique        | Saison régulière | Saison régulière         | Saison régulière  | Playoffs | Playoffs              | Playoffs      |
| Type de statistique        | Record           | Adversaire               | Date              | Record   | Adversaire            | Date          |
| -------------------------- | ---------------- | ------------------------ | ----------------- | -------- | --------------------- | ------------- |
| Points                     | 38               | @ Bucks de Milwaukee     | 17 novembre 2007  | 29       | Pacers de l'Indiana   | 29 avril 2013 |
| Paniers marqués            | 15               | 2 fois                   | 2 fois            | 11       | Celtics de Boston     | 26 avril 2008 |
| Paniers tentés             | 29               | 2 fois                   | 2 fois            | 22       | Bulls de Chicago      | 8 mai 2011    |
| Paniers à 3 points réussis | 4                | 8 fois                   | 8 fois            | 4        | 2 fois                | 2 fois        |
| Paniers à 3 points tentés  | 11               | @ Grizzlies de Memphis   | 1er novembre 2013 | 7        | 2 fois                | 2 fois        |
| Lancers francs réussis     | 12               | 3 fois                   | 3 fois            | 12       | Celtics de Boston     | 28 avril 2008 |
| Lancers francs tentés      | 26               | Spurs de San Antonio     | 10 avril 2015     | 16       | Pacers de l'Indiana   | 29 avril 2013 |
| Rebonds offensifs          | 9                | Rockets de Houston       | 12 mars 2008      | 9        | @ Bucks de Milwaukee  | 24 avril 2010 |
| Rebonds défensifs          | 18               | @ Magic d'Orlando        | 10 février 2012   | 16       | Celtics de Boston     | 29 avril 2012 |
| Rebonds totaux             | 22               | Rockets de Houston       | 12 mars 2008      | 18       | Celtics de Boston     | 29 avril 2012 |
| Passes décisives           | 12               | Warriors de Golden State | 30 novembre 2014  | 9        | 2 fois                | 2 fois        |
| Interceptions              | 7                | Mavericks de Dallas      | 26 février 2010   | 4        | @ Pacers de l'Indiana | 1er mai 2013  |
| Contres                    | 10               | @ Mavericks de Dallas    | 18 décembre 2004  | 7        | Celtics de Boston     | 28 avril 2008 |
| Balles perdues             | 9                | Knicks de New York       | 3 mars 2007       | 6        | 3 fois                | 3 fois        |
| Minutes jouées             | 51               | Cavaliers de Cleveland   | 21 mars 2012      | 46       | Celtics de Boston     | 8 mai 2012    |

- Double-double : 248 (dont 14 en playoffs)
- Triple-double : 3

### En carrière
- Le plus jeune joueur à contrer 10 tirs dans un match, aux Mavericks de Dallas, le 18 décembre 2004 (19 ans et 13 jours).
- Le plus jeune joueur à contrer 500 tirs, contre les Knicks de New York, le 3 mars 2007 (21 ans et 88 jours) (206 matchs).
- Le plus jeune joueur à avoir atteint les 1 000 contres, au Thunder d'Oklahoma City, le 2 février 2010 (24 ans et 59 jours) (423 matchs)[1].

## Salaires
| Année       | Équipe              | Salaire       |
| ----------- | ------------------- | ------------- |
| 2004-2005   | Hawks               | 1 270 080 $   |
| 2005-2006   | Hawks               | 1 365 360 $   |
| 2006-2007   | Hawks               | 1 460 640 $   |
| 2007-2008   | Hawks               | 2 243 543 $   |
| 2008-2009   | Hawks               | 10 000 000 $  |
| 2009-2010   | Hawks               | 10 800 000 $  |
| 2010-2011   | Hawks               | 11 600 000 $  |
| 2011-2012*  | Hawks               | 12 400 000 $  |
| 2012-2013   | Hawks               | 13 200 000 $  |
| 2013-2014   | Pistons             | 13 500 000 $  |
| 2014-2015   | Pistons             | 14 000 000 $  |
| 2014-2015   | Rockets             | 2 077 000 $   |
| 2015-2016   | Pistons             | 5 400 000 $   |
| 2015-2016   | Rockets             | 1 499 000 $   |
| 2016-2017   | Pistons             | 5 400 000 $   |
| 2017-2018   | Pistons             | 5 331 729 $   |
| 2017-2018   | La Nouvelle-Orléans | 210 500 $     |
| 2018-2019   | Pistons             | 5 331 729 $   |
| Total Gains | Total Gains         | 117 089 581 $ |
| 2019-2020   | Pistons             | 5 331 729 $   |

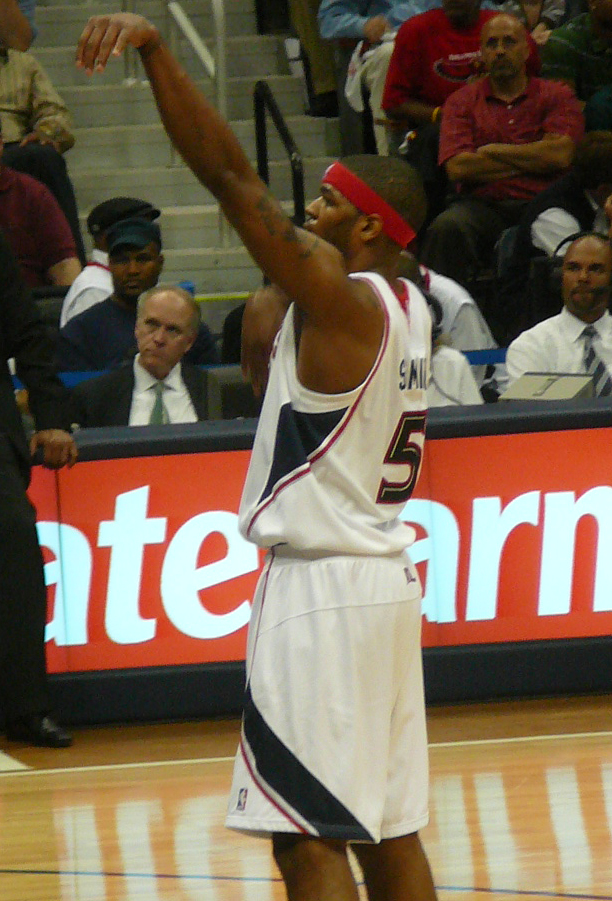
Josh Smith en mai 2008

Note : * En 2011, le salaire moyen d'un joueur évoluant en NBA est de 5 150 000 $.

## Marketing
En décembre 2015, au terme de son contrat avec Adidas, il s'engage avec Brandblack.

## Vie privée
Il a un fils nommé Josh Smith JR qui étudie la négociation et le commerce en France et qui pourrait être drafté l'année prochaine

## Pour approfondir
- Liste des joueurs de NBA avec 10 contres et plus sur un match.
- Liste des meilleurs contreurs en NBA en carrière.